# 이앤에치
주식회사 이앤에치(E&H)는 대한민국의 여과 소재 기업이다.